# Il grande tormento
Il grande tormento (The Shepherd of the Hills) è un film del 1941 diretto da Henry Hathaway.
È un film western drammatico statunitense con John Wayne, Betty Field e Harry Carey. È basato sul romanzo The Shepherd of the Hills (1907) di Harold Bell Wright.

## Produzione
Il film, diretto da Henry Hathaway su una sceneggiatura di Grover Jones e Stuart Anthony con il soggetto di Harold Bell Wright (autore del romanzo), fu prodotto da Jack Moss per la Paramount Pictures e girato nei pressi del Big Bear Lake, del Cedar Lake e delle montagne di San Bernardino, in California, e a Branson, nel Missouri dal 5 ottobre al novembre del 1940. Le scene ambientate nella foresta furono supervisionate dal corpo delle guardie forestali del Civilian Conservation Corps.
Il brano There's a Happy Hunting Ground fu composto e scritto da Sam Coslow. È il primo film con Wayne a colori. Per il ruolo da protagonista erano stati presi in considerazione Tyrone Power, John Garfield, Lynne Overman, Robert Preston e Burgess Meredith. Durante la pre-produzione William LeBaron sostituì come produttore Stuart Walker. LeBaron fu poi definitivamente sostituito con Jack Moss. Il romanzo di Wright era già stato adattato per due film nel 1919 e nel 1928. Un ulteriore film ispirato al racconto fu prodotto nel 1964.

## Distribuzione
Il film fu distribuito con il titolo The Shepherd of the Hills negli Stati Uniti dal 18 luglio 1941 al cinema dalla Paramount Pictures.
Alcune delle uscite internazionali sono state:
- nel Regno Unito nel settembre del 1941
- in Svezia il 2 novembre 1942 (Skogarnas dotter)
- in Portogallo il 7 dicembre 1942 (O Escravo da Montanha)
- in Finlandia nel 1944 (Hämärtää vuorten takana)
- in Germania il 7 giugno 1991 (Verfluchtes Land, in prima TV)
- in Spagna (El pastor de las colinas)
- in Francia (Le retour du proscrit)
- in Brasile (O Morro dos Maus Espíritos)
- in Belgio (Prisonnier de la Haine)
- in Italia (Il grande tormento)

## Promozione
La tagline è: "Fury in the wild Ozarks! Hatred unleashed on the "Trail of the Lonsome Pine"!".

## Critica
Secondo il Morandini il Technicolor "serve assai bene i paesaggi montagnosi degli Ozark". Secondo Leonard Maltin il film è un "adattamento molto ben realizzato" che si pregia di una "eccellente" interpretazione di Wayne "circondato da buoni caratteristi, con ruoli insoliti per Lawrence e la Main".